# Morteza Rostami
Morteza Rostami es un deportista iraní que compitió en taekwondo. Ganó dos medallas en el Campeonato Mundial de Taekwondo en los años 2003 y 2007.

## Palmarés internacional
| Campeonato Mundial | Campeonato Mundial                | Campeonato Mundial | Campeonato Mundial |
| Año                | Lugar                             | Medalla            | Categoría          |
| ------------------ | --------------------------------- | ------------------ | ------------------ |
| 2003               | Garmisch-Partenkirchen (Alemania) | Medalla de oro     | +84 kg             |
| 2007               | Pekín (China)                     | Medalla de plata   | +84 kg             |